# Percival Bailey
Percival Bailey (ur. 9 maja 1892, zm. 10 sierpnia 1973) – amerykański lekarz neuropatolog, neurochirurg i psychiatra.
Pochodził z Illinois. Początkowo studiował na Illinois Normal University, ale w 1912 przeniósł się na University of Chicago, gdzie zainteresował się neurologią. W 1918 ukończył Northwestern University w Evanston, a w 1919 rozpoczął pracę jako asystent Harveya Cushinga w bostońskim Peter Bent Brigham Hospital. W 1928 został szefem wydziału neurochirurgii University of Chicago, w 1939 profesorem neurologii i chirurgii neurologicznej na University of Illinois. Od 1951 był dyrektorem Illinois State Psychiatric Institute.
Prace Baileya miały duże znaczenie dla neurochirurgii, neurologii, neuroanatomii i neuropatologii. Praca Baileya i Cushinga z 1926 roku "A Classification of the Tumors of the Glioma Group on a Histogenetic Basis with a Correlated Study of Prognosis" leży u podstaw współczesnej neuroonkologii. 

## Wybrane prace
- P. Bailey, Harvey Williams Cushing: Medullablastoma cerebelli: a common type of midcerebellar glioma of childhood. Archives of Neurology and Psychiatry, Chicago, 1925, 14: 192-224.
- P. Bailey, H. W. Cushing: A Classification of the Tumors of the Glioma Group on a Histogenetic Basis with a Correlated Study of Prognosis. Philadelphia, J. B. Lippincott, 1926. Reprinted, New York, 1970.
- Deutsche Übersetzung von A. Cammann: Die Gewebsverschiedenheiten der Hirngliome und ihre Bedeutung für die Prognose. Jena, Gustav Fischer Verlag, 1930.
- P. Bailey, H. W. Cushing: Tumors arising from the blood vessels of the brain. Springfield, 1928.
- P. Bailey, D. N. Buchanan, Paul Bucy: Intracranial Tumors of Infancy and Childhood. University of Chicago, 1939.